# Gynoplistia (Gynoplistia) clarkeana
Gynoplistia (Gynoplistia) clarkeana is een tweevleugelige uit de familie steltmuggen (Limoniidae). De soort komt voor in het Australaziatisch gebied.